# Gran Premio d'Argentina 1998
Il Gran Premio d'Argentina 1998 fu il terzo appuntamento della stagione di Formula 1 1998. Disputatosi il 12 aprile sul Circuito di Buenos Aires, ha visto la vittoria di Michael Schumacher su Ferrari, seguito da Mika Häkkinen e da Eddie Irvine. Il tedesco è stato l'ultimo a vincere questa prova del mondiale di Formula 1, visto che dal 1999 essa non sarà più in calendario.

## Vigilia
McLaren e Mercedes annunciano il rinnovo del loro accordo fino a tutto il 2002.

## Qualifiche

### Resoconto
Terza pole su tre gare per la Mclaren: questa volta il più veloce è David Coulthard, ma a sorpresa a fianco dello scozzese in prima fila c'è Michael Schumacher, che grazie alle nuove gomme anteriori più larghe della Goodyear, stacca un tempo di soli 4 decimi più alto di quello del pilota della Mclaren, ma soprattutto si mette alle spalle Häkkinen. Le nuove gomme favoriscono anche Irvine, che è quarto e precede Ralf Schumacher, Frentzen, Villeneuve e Wurz.

### Risultati
| Pos | N  | Pilota                | Costruttore         | Tempo    | Distacco |
| --- | -- | --------------------- | ------------------- | -------- | -------- |
| 1   | 7  | David Coulthard       | McLaren-Mercedes    | 1'25"852 |          |
| 2   | 3  | Michael Schumacher    | Ferrari             | 1'26"251 | +0"399   |
| 3   | 8  | Mika Häkkinen         | McLaren-Mercedes    | 1'26"632 | +0"780   |
| 4   | 4  | Eddie Irvine          | Ferrari             | 1'26"780 | +0"928   |
| 5   | 10 | Ralf Schumacher       | Jordan-Mugen-Honda  | 1'26"827 | +0"975   |
| 6   | 2  | Heinz-Harald Frentzen | Williams-Mecachrome | 1'26"876 | +1"024   |
| 7   | 1  | Jacques Villeneuve    | Williams-Mecachrome | 1'26"941 | +1"089   |
| 8   | 6  | Alexander Wurz        | Benetton-Playlife   | 1'27"198 | +1"346   |
| 9   | 9  | Damon Hill            | Jordan-Mugen-Honda  | 1'27"483 | +1"631   |
| 10  | 5  | Giancarlo Fisichella  | Benetton-Playlife   | 1'27"836 | +1"984   |
| 11  | 14 | Jean Alesi            | Sauber-Petronas     | 1'27"839 | +1"987   |
| 12  | 15 | Johnny Herbert        | Sauber-Petronas     | 1'28"016 | +2"164   |
| 13  | 21 | Toranosuke Takagi     | Tyrrell-Ford        | 1'28"811 | +2"959   |
| 14  | 18 | Rubens Barrichello    | Stewart-Ford        | 1'29"249 | +3"397   |
| 15  | 11 | Olivier Panis         | Prost-Peugeot       | 1'29"320 | +3"468   |
| 16  | 12 | Jarno Trulli          | Prost-Peugeot       | 1'29"352 | +3"500   |
| 17  | 17 | Mika Salo             | Arrows              | 1'29"617 | +3"865   |
| 18  | 16 | Pedro Diniz           | Arrows              | 1'29"617 | +3"865   |
| 19  | 22 | Shinji Nakano         | Minardi-Ford        | 1'30"054 | +4"202   |
| 20  | 23 | Esteban Tuero         | Minardi-Ford        | 1'30"158 | +4"306   |
| 21  | 20 | Ricardo Rosset        | Tyrrell-Ford        | 1'30"437 | +4"585   |
| 22  | 19 | Jan Magnussen         | Stewart-Ford        | 1'31"178 | +5"326   |

## Gara

### Resoconto
Quando si spengono i semafori Coulthard e Häkkinen sorprendono la Ferrari di Schumacher, ma il tedesco stavolta non demorde, attacca Häkkinen e lo ripassa alla variante. Dietro i tre transitano Irvine, Frentzen, Villeneuve, Alesi, Wurz, Hill e Fisichella; parte malissimo Ralf Schumacher, che da quinto passa al 15º posto. Nei primi giri Frentzen viene prima infilato dal compagno di team Villeneuve e poi da Alesi. Nel frattempo, Michael Schumacher dopo aver superato Hakkinen, tallona Coulthard: al 5º giro lo scozzese sbaglia l'entrata in curva ed il ferrarista si getta nel varco lasciato libero dal rivale. Coulthard chiude però la traiettoria e i due si agganciano; ha la peggio il pilota McLaren, che va in testacoda e riparte sesto.
Al 12º giro la Ferrari, che ha impostato la gara su due soste, stacca la Mclaren di Häkkinen di 12 secondi; seguono Irvine, Villeneuve, Alesi, Coulthard e Frentzen. Cominciano i ritiri; le prime due vetture costrette all'abbandono sono le Arrows di Diniz e Salo, che si fermano al 13º e 18º giro insieme alla Stewart di Magnussen.
Al 19º passaggio Ralf Schumacher va in testacoda; il pilota tedesco rientra ai box per controllare la vettura ma la squadra non scopre niente e lo rimanda in pista. Tre giri più tardi, sulla sua monoposto cede una sospensione e il tedesco finirà nuovamente e definitivamente fuori corsa. Alesi è il primo a rifornire, tutti si fermano meno le McLaren e le Benetton che optano per una sola sosta. Dopo il pit stop, Michael Schumacher è a soli 10" da Häkkinen e precede Villeneuve, Coulthard, Irvine, Frentzen e il duo Benetton Wurz e Fisichella.
Al 35º giro Tuero si ferma inatteso al box Minardi; la sua sosta dura addirittura 41 secondi. Quattro giri dopo, caos anche al box Williams, con Frentzen che prima spegne il motore e poi oltrepassa il limite di velocità nella pit lane, subendo così uno stop & go che lo fa uscire definitivamente dalle parti alte della classifica. Al 42º giro Häkkinen torna ai box per l'unica sosta, il finlandese rientra a 9" da Schumacher; seguono Irvine, Alesi, Wurz, Villeneuve e Coulthard. Al 47º giro Hill tampona Herbert, rompendo il musetto della Jordan e forando la gomma posteriore della Sauber. Hill riesce a raggiungere i box mentre per Herbert è il ritiro.
In testa alla corsa, Schumacher gira costantemente più veloce di Häkkinen; il suo ritmo fa sì che dopo la seconda sosta la sua Ferrari riparta davanti alla McLaren. Coulthard intanto infila Villeneuve all'entrata della chicane, ma il canadese non molla e cerca di risuperarlo: i due vengono a contatto, ne fa le spese Villeneuve che si ritira. Altro duello per il terzo posto fra Irvine e Wurz; l'austriaco prova una prima volta a superare il rivale al 60º giro, i due si toccano ma proseguono. Due giri dopo il pilota della Benetton riesce a conquistare la terza piazza. Comincia tuttavia a piovere; Wurz, per evitare Takagi in testacoda è costretto ad uscire di pista; riesce a rientrare, ma Irvine è già passato. La pioggia finale fa diventare la pista scivolosa, ne fa le spese l'idolo di casa Tuero che esce rovinosamente di pista nel corso del 66º giro. Brivido finale anche per il leader Schumacher, che arriva lungo nella ghiaia ma controlla la vettura e rientra in pista.
Schumacher coglie la sua ventottesima vittoria, la prima stagionale, davanti ad Häkkinen che rafforza la sua leadership in classifica. Primo podio stagionale anche per Irvine, quarto Wurz autore del giro più veloce in gara, quinto l'ottimo Alesi e sesto Coulthard che chiude i piloti a punti. La Ferrari rinasce grazie anche alle gomme Goodyear, e si avvicina in classifica costruttori, portandosi 18 lunghezze dalla McLaren. Häkkinen ha adesso 12 punti di vantaggio su Schumacher e 13 sul compagno Coulthard.

### Risultati
| Pos | N  | Pilota                | Costruttore         | Giri | Tempo/Ritiro                | Griglia | Punti |
| --- | -- | --------------------- | ------------------- | ---- | --------------------------- | ------- | ----- |
| 1   | 3  | Michael Schumacher    | Ferrari             | 72   | 1h48'36"175                 | 2       | 10    |
| 2   | 8  | Mika Häkkinen         | McLaren-Mercedes    | 72   | +22"898                     | 3       | 6     |
| 3   | 4  | Eddie Irvine          | Ferrari             | 72   | +57"745                     | 4       | 4     |
| 4   | 6  | Alexander Wurz        | Benetton-Playlife   | 72   | +1'08"134                   | 8       | 3     |
| 5   | 14 | Jean Alesi            | Sauber-Petronas     | 72   | +1'18"286                   | 11      | 2     |
| 6   | 7  | David Coulthard       | McLaren-Mercedes    | 72   | +1'19"751                   | 1       | 1     |
| 7   | 5  | Giancarlo Fisichella  | Benetton-Playlife   | 72   | +1'28"437                   | 10      |       |
| 8   | 9  | Damon Hill            | Jordan-Mugen-Honda  | 71   | +1 giro                     | 9       |       |
| 9   | 2  | Heinz-Harald Frentzen | Williams-Mecachrome | 71   | +1 giro                     | 6       |       |
| 10  | 18 | Rubens Barrichello    | Stewart-Ford        | 70   | +2 giri                     | 14      |       |
| 11  | 12 | Jarno Trulli          | Prost-Peugeot       | 70   | +2 giri                     | 16      |       |
| 12  | 21 | Toranosuke Takagi     | Tyrrell-Ford        | 70   | +2 giri                     | 13      |       |
| 13  | 22 | Shinji Nakano         | Minardi-Ford        | 69   | +3 giri                     | 19      |       |
| 14  | 20 | Ricardo Rosset        | Tyrrell-Ford        | 68   | +4 giri                     | 21      |       |
| 15  | 11 | Olivier Panis         | Prost-Peugeot       | 65   | Motore                      | 15      |       |
| Rit | 23 | Esteban Tuero         | Minardi-Ford        | 63   | Incidente                   | 20      |       |
| Rit | 1  | Jacques Villeneuve    | Williams-Mecachrome | 52   | Collisione con D. Coulthard | 7       |       |
| Rit | 15 | Johnny Herbert        | Sauber-Petronas     | 46   | Collisione con D. Hill      | 12      |       |
| Rit | 10 | Ralf Schumacher       | Jordan-Mugen-Honda  | 22   | Sospensione                 | 5       |       |
| Rit | 17 | Mika Salo             | Arrows              | 18   | Cambio                      | 17      |       |
| Rit | 19 | Jan Magnussen         | Stewart-Ford        | 17   | Trasmissione                | 22      |       |
| Rit | 16 | Pedro Diniz           | Arrows              | 13   | Cambio                      | 18      |       |

## Classifiche

### Piloti
| Pos. | Pilota                | Punti |
| ---- | --------------------- | ----- |
| 1    | Mika Häkkinen         | 26    |
| 2    | Michael Schumacher    | 14    |
| 3    | David Coulthard       | 13    |
| 4    | Eddie Irvine          | 7     |
| 5    | Heinz-Harald Frentzen | 6     |
| 5    | Alexander Wurz        | 6     |
| 7    | Jacques Villeneuve    | 2     |
| 7    | Jean Alesi            | 2     |
| 9    | Johnny Herbert        | 1     |
| 9    | Giancarlo Fisichella  | 1     |

### Costruttori
| Pos. | Team                | Punti |
| ---- | ------------------- | ----- |
| 1    | McLaren-Mercedes    | 39    |
| 2    | Ferrari             | 21    |
| 3    | Williams-Mecachrome | 8     |
| 4    | Benetton-Playlife   | 7     |
| 5    | Sauber-Petronas     | 3     |